# Adota colpophila
Adota colpophila (лат.) — вид жуков-стафилинид рода Adota трибы Athetini из подсемейства Aleocharinae. Северная Америка (Мексика).

## Описание
Мелкие коротконадкрылые жуки, длина тела 2—3 мм. Тело черное, надкрылья темно-коричневые до красновато-коричневых, усики черные до коричневых, ноги коричневые до желтовато-коричневых. Тело блестящее, несмотря на изодиаметрическую микроскульптуру. Задний край тергита самца прямой. Срединная доля эдеагуса с заостренной вершиной. Adota colpophila — литоральный вид, обитающий в разлагающихся водорослях на пляже.